# Das Kloster
Das Kloster (portugiesischer Originaltitel: O Convento) ist ein Filmdrama des portugiesischen Regisseurs Manoel de Oliveira aus dem Jahr 1995.
Es ist die Verfilmung einer faustschen Idee der Schriftstellerin Agustina Bessa-Luís und die erste Arbeit des Regisseurs mit international renommierten Darstellern.

## Handlung
Der amerikanische Literaturhistoriker Michael Padovic geht seiner These nach, dass William Shakespeare nicht englischer, sondern spanisch-sephardischer Abstammung gewesen sei und aus Spanien über Portugal nach England kam. Dafür benötigt Michael weitere Dokumente, die er in den Archiven des Convento de Nossa Senhora da Arrábida, einem alten Kloster in der Serra da Arrábida vermutet.
Mit seiner französischen Frau Hélène kommt er dazu aus Paris hierher, und sie werden von Baltar, dem düsteren Hüter des Klosters empfangen, der hier ihr Gastgeber ist. Sie alle wohnen im alten Kloster, das samt seiner Umgebung von düsteren Geheimnissen überschattet zu sein scheint, zudem scheinen Baltar und die beiden Bediensteten Baltazar und Berta satanistischen Vorstellungen anzuhängen.
Baltar ist augenblicklich fasziniert von Hélène und bietet ihrem Mann, statt seiner, die Hilfe der neuen Archivleiterin an, der jungen Piedade.
Während Hélène sich vernachlässigt fühlt durch ihren Mann, der sich in seine Studien vertieft, beobachtet Baltar ihre zunehmenden Differenzen und nähert sich Hélène an. Zudem scheinen sich nun auch die hübsche und unschuldige Piedade und Professor Michael über tiefgründige und leidenschaftliche Literaturzitate näherzukommen. Die diabolischen Pläne des manipulativen Baltar scheinen aufzugehen.
Bei einem Waldspaziergang gibt Hélène den Annäherungen Baltars etwas nach und gesteht ihm, dass sie sich stark von ihm angezogen fühle und sich ihm vollkommen hingeben werde, sobald er ihr einen Vertrauensbeweis liefere. Sie verlangt von ihm, dass er Piedade in den verwunschenen Wald lockt, um sie dem dort lauernden Tod zuzuführen.
Baltar gelingt es tatsächlich, Piedade dorthin zu führen, doch nimmt ihr Gespräch auf dem Weg dorthin eine unerwartete Wendung und sie kommen sich durch intime Gespräche näher. Durch eine Unachtsamkeit Baltars kommt Piedade dort dennoch um.
Währenddessen steigt Hélène am Strand aus dem Wasser und trifft auf Michael. Sie finden plötzlich wieder zueinander und gehen gemeinsam weg.
Laut den Aussagen eines alten Fischers, der am Strand Augenzeuge ist, habe danach ein Waldbrand das umliegende Gebiet zerstört und Baltar und Piedade seien nie wieder gesehen worden, während Hélène und Michael augenblicklich zurück nach Paris gefahren seien und Michael seither nicht mehr an seinem Shakespeareprojekt arbeite, sondern sich dem Studium des Okkultismus und dessen Geschichte widme.

## Produktion und Rezeption
Der Film wurde von Oktober bis Dezember 1994 in der Serra da Arrábida bei Setúbal gefilmt und von den Filmproduktionsgesellschaften Madragoa Filmes (Portugal), Gemini Films (Frankreich) und La Sept Cinema (Frankreich) produziert, mit finanzieller Unterstützung durch die Filmförderungsanstalt IPACA (heute ICA), dem portugiesischen Staatssekretariat für Kultur und dem französischen Fernsehsender Canal+.
Die Uraufführung des Films war am 25. Mai 1995 im Wettbewerb des Filmfestivals von Cannes 1995. Er kam am 6. September 1995 mit 25 Verleihkopien in die französischen Kinos, in Portugal erfolgte der Kinostart am 22. September 1995, mit 15 Kopien.
Er lief auf einer Reihe internationaler Filmfestivals, neben Cannes auch beim Toronto International Film Festival, beim New York Film Festival und beim Filmfestival Pusan, u. a.
Die Kritik lobte den Film, der den Zuschauer trotz seiner Ruhe beunruhige und in gelungenen Einstellungen und anhand überzeugender Darsteller Fragen von Gut und Böse und von Tugend und Sünde nachgehe.

„Die erste Arbeit des portugiesischen Altmeisters Manoel de Oliveira mit internationalen Schauspieler-Stars setzt seine Hinwendung zu reinen, philosophischen Filmen fort, mit denen er den Grundfragen der menschlichen Existenz nachspürt.“

O Convento erschien in Portugal zunächst als VHS-Kassette bei Atalanta Filmes und danach als DVD bei ZON Lusomundo (heute Teil des Medienunternehmens NOS), 2008 nochmal in einer DVD-Box als Teil einer Werkschau zum hundertjährigen Geburtstag de Oliveiras.
Am 18. Dezember 2021 lief er erstmals im portugiesischen Fernsehen, im öffentlich-rechtlichen RTP2, wo er am 30. April 2022 wiederholt wurde.